# Apollo Creed
Apollo Creed é um personagem fictício da série de filmes Rocky, interpretado pelo ator Carl Weathers.

## Papel na série
No primeiro filme, Rocky, Apollo Creed é o atual campeão mundial de boxe, com 46 vitórias, nenhuma derrota e 46 nocautes, que terá como desafiante Rocky Balboa (interpretado por Sylvester Stallone). Rocky Balboa, o "Garanhão Italiano", é o primeiro adversário que consegue fazer Apollo "beijar a lona" e também levar a luta para a decisão por pontos, passando pelos 15 rounds sem ser nocauteado. Rocky foi derrotado por 8x7. A luta foi altamente questionada por jornalistas e comentaristas do boxe, como se pode ver claramente em Rocky II.
No filme seguinte Rocky III', Apollo faz ponta como comentarista de uma das lutas de seu algoz e depois se torna amigo e treinador do Garanhão Italiano.
Em Rocky IV, Apollo é morto em uma luta por Ivan Drago, um russo que vai aos Estados Unidos desafiar Rocky, mas que acaba lutando primeiro com Apollo, que estava afastado do ringue por 5 anos.

## Estilo de luta
Apollo - "O Doutrinador" (na versão em português), por doutrinar seus adversários no ringue; Apollo "The Master of Disaster'" ("O Mestre do Desastre - na versão original em inglês) é conhecido por sua agilidade com as pernas, o que o permite "dançar" no ringue e confundir o adversário com sua grande velocidade ao executar os golpes tradicionais do boxe (jab's, diretos, cruzados, uk's e uper's). O estilo de luta de Apollo Creed é claramente inspirado em Muhammad Ali. Em Rocky III, Creed treina Rocky Balboa em seu estilo dançante para que este possa derrotar Clubber Lang e recuperar seu título de campeão dos pesos pesados.